# Arthur S. Obermayer

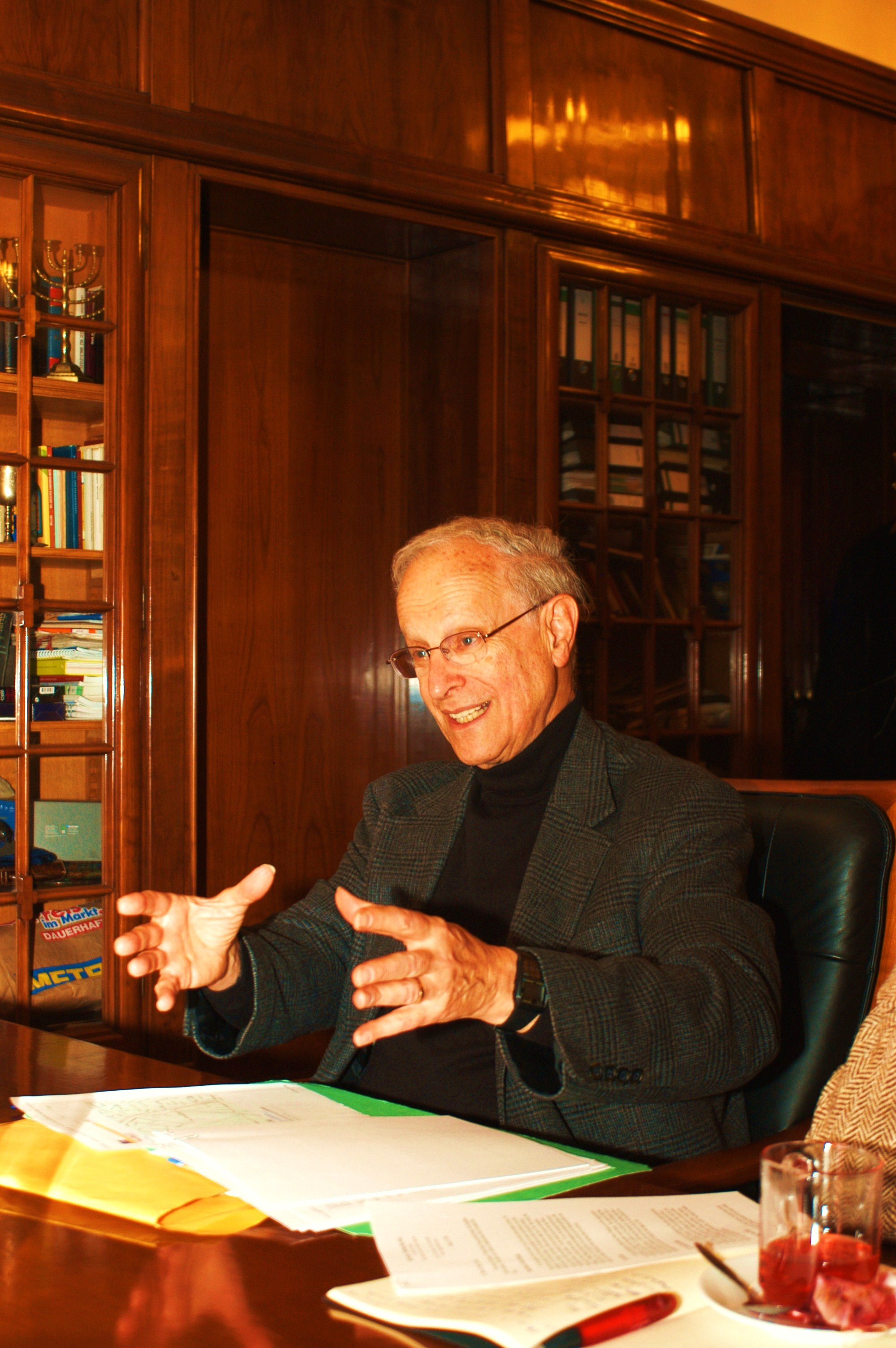
Arthur Obermayer (2009)

Arthur S. Obermayer (* 17. Juli 1931 in Philadelphia, Pennsylvania; † 10. Januar 2016 in Dedham, Massachusetts) war ein amerikanischer Chemiker, Unternehmer, Genealoge und Stifter des in Berlin verliehenen Obermayer German Jewish History Award.

## Werdegang
Obermayer studierte Chemie und erwarb am MIT den Abschluss eines Doktors. Die von ihm gegründete, inzwischen aber verkaufte Moleculon Research Corporation wurde Anfang der 1980er-Jahre durch eine erfolgreiche Patentklage um den Zauberwürfel bekannt, da dessen Mitarbeiter Larry D. Nichols zwei Jahre zuvor ein Patent auf die grundlegende Konstruktion angemeldet hatte. 1976 wurde das von Obermayer mitentwickelte Programm Small Business Innovation Research (SBIR) zur Förderung von Existenzgründern vom Kongress der Vereinigten Staaten adaptiert.
Da Obermayers Großeltern aus Deutschland stammten, u. a. aus Kriegshaber (Augsburg) und Fürth, begann er sich sehr für die Erforschung ihrer Herkunft und Geschichte zu interessieren. Bei  Aufenthalten in Deutschland lernte Obermayer Personen kennen, die sich in ihrer Heimat ehrenamtlich um die Bewahrung jüdischer Stätten (z. B. Friedhöfe) einsetzten.

## Obermayer German Jewish History Award
Seit dem Jahr 2000 verleiht die von ihm gegründete Obermayer Foundation den German Jewish History Award, der nichtjüdischen Deutschen zugutekommt, die durch ihre Forschungsarbeit oder durch ihr praktisches Handeln zur Erinnerung oder zum Erhalt jüdischen Erbes in Deutschland beitragen. Der Preis wird alljährlich am Tag des Gedenkens an die Opfer des Nationalsozialismus im Abgeordnetenhaus von Berlin überreicht. Inzwischen wurden bereits über siebzig Preisträger ausgezeichnet, darunter der Initiator der sog. Stolpersteine Gunter Demnig, Joachim Hahn (Pfarrer), Herausgeber der Webseite Alemannia Judaica, der Genealoge Rolf Hofmann (Harburg Project) und der frühere Chefredakteur der Augsburger Allgemeinen und Buchautor Gernot Römer.
Ebenfalls im Jahr 2000 eröffnete mit Arthur Obermayers maßgeblicher Unterstützung das Jüdische Museum in Creglingen, dem Geburtsort seines mütterlichen Großvaters Joseph Sinsheimer, das inzwischen zu einer angesehenen Einrichtung geworden ist.
Im September 2007 wurde Arthur Obermayer für seine Verdienste um die Verständigung zwischen Juden und Deutschen das Bundesverdienstkreuz am Bande verliehen. 2009 erhielt er den Arno Heyn Memorial Book Prize der American Chemical Society.

Grabstein von Obermayers väterlichem Urgroßvater Heinrich am Jüdischen Friedhof Kriegshaber mit dem Motto: Pride in Ancestry transcends Holocaust, War and Time

Arthur Obermayer war seit 1963 mit Judith Hirschfield verheiratet und hat drei Kinder und zahlreiche Enkel. Sein älterer Bruder ist der Publizist und Autor Herman Obermayer (* 1924), bekannt u. a. für eine Biographie seines Freundes William H. Rehnquist, der von 1985 bis 2005 Vorsitzender des Obersten Gerichts der Vereinigten Staaten war.